# Hundeshagen
Hundeshagen est une commune allemande située dans l'arrondissement d'Eichsfeld en Thuringe.

## Géographie

Situation de Hundeshagen dans l'arrondissement

Hundeshagen est située dans le nord de l'arrondissement. La ville fait partie de la Communauté d'administration de Lindenberg-Eichsfeld et se trouve à 6 km au nord-ouest de Worbis et à 15 km au nord-est de Heilbad Heiligenstadt, le chef-lieu de l'arrondissement.
Communes limitrophes (en commençant par le nord et dans le sens des aiguilles d'une montre) : Teistungen, Ferna, Leinefelde-Worbis, Wingerode, Steinbach et Berlingerode.

## Histoire
La première mention écrite du village de Hundeshagen date de 1282. Le château de Westrenhagen, construit au XIIe siècle et détruit lors de la Guerre des Paysans se trouvait à 1,5 km à l'ouest du village.
Hundeshagen a appartenu à l'Électorat de Mayence jusqu'en 1802 et à son incorporation à la province de Saxe dans le royaume de Prusse (arrondissement de Worbis).
La commune fut incluse dans la zone d'occupation soviétique après la Seconde Guerre mondiale avant de rejoindre le district d'Erfurt en RDA jusqu'en 1990.

## Démographie
| 1910  | 1933  | 1939  | 1995  | 2000  | 2004  | 2010  |
| ----- | ----- | ----- | ----- | ----- | ----- | ----- |
| 1 212 | 1 558 | 1 545 | 1 306 | 1 318 | 1 286 | 1 238 |